# Raogo
Ne doit pas être confondu avec Daogo.
Raogo est une localité située dans le département de Pensa de la province du Sanmatenga dans la région Centre-Nord au Burkina Faso.

## Géographie
Localité constituée de plusieurs centres d'habitation dispersés (dont Daogo et Tanzaka), Raogo est situé à 10 km au nord-est de Zinibéogo, à 35 km au nord-est du chef-lieu du département Pensa et à environ 85 km au nord-est de Barsalogho.

## Histoire
Depuis 2015, le nord de la région Centre-Nord est soumis à des attaques djihadistes terroristes récurrentes entrainant des conflits entre les communautés Peulh et Mossi, une grande insécurité dans les villages du département et des déplacements internes de populations vers les camps du sud de la province à Barsalogho et Kaya,.
En avril 2019 à la suite du massacre de Yirgou survenu quelques mois plus tôt dans le nord du département voisin de Barsalogho, une partie de la population de Raogo (ainsi que celle de Zinibéogo, Mognaba et de Ouapaci) fuit la zone d'insécurité et trouve refuge dans des camps de déplacés internes à Pensa.

## Éducation et santé
Le centre de soins le plus proche de Raogo est le centre de santé et de promotion sociale (CSPS) de Zinibéogo tandis que le centre médical avec antenne chirurgicale (CMA) se trouve à Barsalogho et que le centre hospitalier régional (CHR) est à Kaya.
Raogo possède une école primaire publique.